# 55. Armee (Japanisches Kaiserreich)
Die 55. Armee (jap. 第55軍, Dai-gojū-gō-gun) war 1945 ein Großverband des Kaiserlich Japanischen Heeres. Ihr Tsūshōgō-Code (militärischer Tarnname) war Kai (偕).

## Geschichte
Am 8. April 1945 stellte das Daihon’ei (Japanisches Hauptquartier) in Erwartung einer alliierten Invasion der japanischen Hauptinseln und der vorgelagerten Inseln die 55. Armee unter Generalleutnant Harada Kumakichi auf. Sie war mit vier Divisionen, einer Selbstständigen Gemischten Brigade, zwei Panzer-Regimentern und einiger Artillerie auf der Insel Shikoku in Südjapan stationiert mit Hauptquartier in Kami.
Sie bestand, wie die meisten 1945 im Kaiserreich Japan aufgestellten Einheiten, aus zuvor eingezogenen Rekruten, die weder über eine nötige militärische Ausbildung noch über ausreichende Waffen verfügten. Teilweise musste auf Waffen aus dem 19. Jahrhundert und auf Bambusspeere zurückgegriffen werden. Während Divisionen mit zweistelliger Nummerierung an die 20.000 Mann Sollstärke hatten kamen die Divisionen mit 100er und 200er Nummern auf knapp 10.000 Mann. Letztgenannte Divisionen verfügten über praktisch keine Transportmittel und waren zur Küstenverteidigung vorgesehen. Ihre Immobilität wurde durch eine überdurchschnittliche Zuteilung von Artillerie und Mörsern ausgeglichen.
Das Operationsgebiet der 55. Armee umfasste die Insel Shikoku. Während die drei Divisionen mit den frisch eingezogenen Rekruten in Küstennähe stationiert waren, bildete die kampferprobte 11. Division die Reserve und war im Hinterland positioniert.
Ohne in Kämpfe verwickelt gewesen zu sein, wurde die 55. Armee am 15. August 1945 aufgelöst.

## Oberbefehlshaber

### Kommandeur
|    | Name                             | Von            | Bis             |
| -- | -------------------------------- | -------------- | --------------- |
| 1. | Generalleutnant Harada Kumakichi | 17. April 1945 | 15. August 1945 |

### Stabschefs
|    | Name                           | Von           | Bis                |
| -- | ------------------------------ | ------------- | ------------------ |
| 1. | Generalmajor Terakura Koshirō  | 6. April 1945 | 21. Juni 1945      |
| 2. | Generalmajor Kaburagi Masataka | 21. Juni 1945 | 20. September 1945 |

## Untergeordnete Einheiten
- 55. Armee-Stab
- 11. Division
- 155. Division
- 205. Division
- 344. Division
- 121. Selbstständige Gemischte Brigade
- 45. Panzer-Regiment
- 47. Panzer-Regiment
- 10. Artillerie-Regiment
- weitere kleinere Einheiten